# Vasilij Pavlov
Vasilij Viktorovič Pavlov (in russo Василий Викторович Павлов?; Samara, 24 luglio 1990) è un ex calciatore russo, di ruolo attaccante.

## Caratteristiche tecniche
Pavlov è un centravanti capace di giocare nel 4-4-2, nel 4-3-3 e come unica punta. A dispetto della sua stazza, fa della tecnica il suo punto di forza piuttosto che il gioco aereo.

## Carriera

### Club

#### Gli inizi in Russia ed il passaggio al Dacia Chișinău
Pavlov ha iniziato la carriera nello Ûnit Samara, per passare successivamente all'Akademija Dimitrovgrad. Nel 2010 è stato messo sotto contratto dal Kryl'ja Sovetov Samara, ma non ha mai esordito in prima squadra. Nel 2011 si è trasferito in Moldavia, per militare nelle file del Dacia Chișinău. L'8 luglio 2011 ha sancito il gol della vittoria nella Supercupa Moldovei, che ha permesso alla sua squadra di imporsi per 1-0 sull'Iskra-Stal e aggiudicarsi il trofeo. Il 20 luglio ha esordito nelle competizioni europee per club, giocando nel secondo turno di qualificazione contro lo Zest'aponi.

#### Il prestito al Brann
Il 2 aprile 2013, i norvegesi del Brann hanno annunciato sul proprio sito internet d'aver ingaggiato Pavlov con la formula del prestito trimestrale, riservandosi inoltre l'opportunità di trattenere il giocatore a titolo definitivo. Il giocatore ha scelto la maglia numero 11. Il 17 aprile ha giocato la prima partita in squadra, schierato titolare nel primo turno del Norgesmesterskapet, vinto col punteggio di 0-14 sul campo dell'Hovding, gara in cui ha realizzato una rete su calcio di rigore. Il 30 maggio, Brann e Dacia Chișinău hanno concordato sul risolvere anticipatamente il contratto di prestito di Pavlov, che è tornato così nel club d'appartenenza. Il giocatore si è limitato a disputare 2 partite di coppa mettendo a referto una rete, senza mai esordire in Eliteserien.

#### Il ritorno in Russia
Dopo il prestito al Brann, Pavlov è tornato al Dacia Chișinău, segnando 5 reti in 13 partite di campionato. Chiusa l'anno solare, nel 2014 ha fatto ritorno in Russia per giocare nel Rubin-2 Kazan', squadra riserve del club omonimo militante nella Pervenstvo Professional'noj Futbol'noj Ligi. Il 18 aprile ha disputato il primo incontro con questa maglia, nel pareggio a reti inviolate sul campo dello Spartak Yoshkar-Ola. Il 5 giugno ha realizzato l'unica rete in squadra, nella sconfitta casalinga per 2-3 contro l'Oktan Perm'. Ha chiuso quindi la stagione con 8 presenze e una rete. È successivamente passato al Chimki, per cui ha esordito in data 4 settembre 2014, subentrando a Nikolaj Tûnin nel pareggio senza reti contro il Kolomna. Rimasto in squadra fino al novembre successivo, ha totalizzato 12 presenze, senza realizzare alcuna marcatura.

#### Il passaggio al Teteks
Libero da vincoli contrattuali, nel 2015 è stato ingaggiato dai macedoni del Teteks, militanti nella Prva Liga, massima divisione locale. Ha debuttato con questa casacca il 1º marzo, sostituendo Cvetan Churlinov nella sconfitta casalinga per 1-2 contro lo Škendija. L'11 marzo ha realizzato la prima rete, nella sconfitta per 3-1 sul campo del Sileks Kratovo. La squadra ha chiuso il campionato 2014-2015 all'ultimo posto in graduatoria, retrocedendo così nella Vtora Liga. Contemporaneamente è arrivata in finale della Kup na Makedonija, ossia la coppa nazionale, venendo sconfitta dal Rabotnički, con Pavlov che non era neanche in panchina.

#### Nuovamente al Dacia Chișinău
Il 23 giugno 2015, il Dacia Chișinău ha annunciato il ritorno di Pavlov in Moldavia, con il giocatore che si è legato al club con un contratto biennale. È rimasto in squadra fino a febbraio 2016, totalizzando complessivamente 15 presenze e una rete, tra tutte le competizioni.

#### Torpedo Armavir
Il 6 febbraio 2016, Pavlov ha fatto ritorno in Russia per militare nelle file del Torpedo Armavir, compagine militante in Pervenstvo Futbol'noj Nacional'noj Ligi (PFNL).

## Statistiche

### Presenze e reti nei club
Statistiche aggiornate al 25 luglio 2017.
| Stagione                      | Club                          | Campionato                    | Campionato | Campionato | Coppe nazionali | Coppe nazionali | Coppe nazionali | Coppe continentali | Coppe continentali | Coppe continentali | Supercoppe | Supercoppe | Supercoppe | Totale | Totale |
| Stagione                      | Club                          | Comp                          | Pres       | Reti       | Comp            | Pres            | Reti            | Comp               | Pres               | Reti               | Comp       | Pres       | Reti       | Pres   | Reti   |
| ----------------------------- | ----------------------------- | ----------------------------- | ---------- | ---------- | --------------- | --------------- | --------------- | ------------------ | ------------------ | ------------------ | ---------- | ---------- | ---------- | ------ | ------ |
| 2007                          | Ûnit Samara                   | 2D                            | ?          | ?          | CR              | -               | -               | -                  | -                  | -                  | -          | -          | -          | ?      | ?      |
| gen.-ago. 2008                | Ûnit Samara                   | 2D                            | ?          | ?          | CR              | ?               | ?               | -                  | -                  | -                  | -          | -          | -          | ?      | ?      |
| Totale Ûnit Samara            | Totale Ûnit Samara            | Totale Ûnit Samara            | ?          | ?          |                 | ?               | ?               |                    | -                  | -                  |            | -          | -          | ?      | ?      |
| ago.-dic. 2008                | Akademija Dimitrovgrad        | 2D                            | ?          | ?          | CR              | -               | -               | -                  | -                  | -                  | -          | -          | -          | ?      | ?      |
| 2009                          | Akademija Dimitrovgrad        | 2D                            | ?          | ?          | CR              | ?               | ?               | -                  | -                  | -                  | -          | -          | -          | ?      | ?      |
| Totale Akademija Dimitrovgrad | Totale Akademija Dimitrovgrad | Totale Akademija Dimitrovgrad | ?          | ?          |                 | ?               | ?               |                    | -                  | -                  |            | -          | -          | ?      | ?      |
| 2010                          | Kryl'ja Sovetov Samara        | PL                            | 0          | 0          | CR              | 0               | 0               | -                  | -                  | -                  | -          | -          | -          | 0      | 0      |
| 2011-2012                     | Dacia Chișinău                | DN                            | 26         | 12         | CM              | ?               | ?               | UCL                | 1                  | 0                  | SM         | 1          | 1          | 28+    | 13+    |
| 2012-apr. 2013                | Dacia Chișinău                | DN                            | 17         | 3          | CM              | ?               | ?               | UEL                | 1                  | 0                  | -          | -          | -          | 18+    | 3+     |
| apr.-mag. 2013                | Brann                         | ES                            | 0          | 0          | CN              | 2               | 1               | -                  | -                  | -                  | -          | -          | -          | 2      | 1      |
| lug.-dic. 2013                | Dacia Chișinău                | DN                            | 13         | 5          | CM              | ?               | ?               | UEL                | 3                  | 2                  | -          | -          | -          | 16+    | 7+     |
| gen.-giu. 2014                | Rubin-2 Kazan'                | PPF                           | 8          | 1          | -               | -               | -               | -                  | -                  | -                  | -          | -          | -          | 8      | 1      |
| set.-nov. 2014                | Chimki                        | PPF                           | 12         | 0          | CR              | ?               | ?               | -                  | -                  | -                  | -          | -          | -          | 12+    | 0+     |
| mar.-giu. 2015                | Teteks                        | 1L                            | 10         | 2          | CM              | 2               | 0               | -                  | -                  | -                  | -          | -          | -          | 12     | 2      |
| 2015-feb. 2016                | Dacia Chișinău                | DN                            | 11         | 0          | CM              | 0               | 0               | UEL                | 4                  | 1                  | -          | -          | -          | 15     | 1      |
| Totale Dacia Chișinău         | Totale Dacia Chișinău         | Totale Dacia Chișinău         | 67         | 20         |                 | ?               | ?               |                    | 9                  | 3                  |            | 1          | 1          | 77+    | 24+    |
| feb.-giu. 2016                | Torpedo Armavir               | 1D                            | 6          | 0          | CR              | -               | -               | -                  | -                  | -                  | -          | -          | -          | 6      | 0      |
| 2017-2018                     | Zorkij Krasnogorsk            | 2D                            | ?          | ?          | CR              | ?               | ?               | -                  | -                  | -                  | -          | -          | -          | ?      | ?      |
| Totale                        | Totale                        | Totale                        | 103+       | 23+        |                 | 4+              | 1+              |                    | 9                  | 3                  |            | 1          | 1          | 117+   | 28+    |

## Palmarès

### Club

#### Competizioni nazionali
- Supercupa Moldovei: 1

Dacia Chișinău: 2011